# Санагурський Дмитро Іванович
Санагу́рський Дмитро́ Іва́нович (нар. 20 січня 1948) — доктор біологічних наук, професор Львівського національного університету ім. Івана Франка, голова Львівського відділення УБФТ.

## Біографія
Народився 20 січня 1948 року у селі Жовчів, Рогатинського району, Івано-Франківської області.
У 1970 році закінчив хімічний факультет Львівського державного університету імені Івана Франка.
У 1970—1986 роках працював молодшим науковим співробітником Львівського відділення Інституту біохімії ім. О. В. Паладіна АН УРСР.
У 1987—1997 роках — старший науковий співробітник, потім завідувач лабораторії інструментальних методів контролю Державного науково-дослідного контрольного інституту ветеринарних препаратів і кормових добавок.
З 1997 року обіймає посаду завідувача кафедри біофізики та математичних методів у біології Львівського державного університету імені Івана Франка.

## Наукова діяльність
У 1982 році захистив кандидатску дисертація на тему «Вплив гормонів та антибіотиків на генерацію трансмембранного потенціалу у зародків в'юна».
У 2003 році захистив докторську дисертацію на тему «Трансмембранний біоелектрогенез: модифікуючі впливи на нього, структурно-функціональний аналіз і моделі».
Автор понад 300 наукових праць, серед яких монографія «Об'єкти біофізики». Член редколегій наукового журналу «Біологічні студії/Studia Biologica» та «Вісника Львівського університету. Серія біологічна».

## Нагороди та визнання
- У 2009 році визнаний людиною року за версією Американського біографічного інституту.
- Заслужений професор Львівського університету (2017)[1].